# 唐人街探案
《唐人街探案》（英語：Detective Chinatown）是一部2015年的中國喜剧悬疑電影，由陈思诚執導兼編劇，王宝强、刘昊然主演，主要在泰国取景拍攝。该片讲述了兩名华人在泰國陷入了刑案風暴，在短短三天内找到下落不明的黄金及查明杀人真凶，洗刷冤屈的故事。在2016年第53屆金馬獎獲得共5项提名。

## 剧情
天賦異稟的结巴少年秦风，警校面試中被刷下來，姥姥（外婆）送秦風到泰国曼谷遊玩，並要秦風的远房表舅「唐仁」接待。「唐仁」号称“唐人街第一神探 ”，实则是個“猥琐”大叔，「唐仁」在一夜的花天酒地后，沦为离奇凶案嫌疑人，警方懷疑唐仁搶了價值連城的黃金，並殺死了一名佛像雕塑家「頌帕」，兩人不得不亡命天涯。他們遇到了緊追不捨的刑警探長“疯狗”黄兰登、穷凶极恶的「東北匪帮」三人组、高深莫测的「唐人街教父」閆先生的各種追殺。唐仁、秦风这对冤家在无敌幸运的另一位探長“草包”坤泰、美艳风骚的包租婆阿香的幫忙之下，必須躲避警察追捕、匪帮追杀、閆先生围剿的短短七天内，找到失落的黄金，以洗清罪名並找到真兇。

## 演員
| 演員   | 角色     | 备注 |
| 王宝强 | 唐仁     | 秦風的遠房表舅，在泰國開了間偵探社，自稱為上知天文，下晓地理的“唐人街第一神探”，但其实接的都是抓小三、找猫狗、送快递等服務。                   |
| 刘昊然 | 秦风     | 唐仁的表外甥，愛看偵探小說的天才少年侦探，有過目不忘的本領，說話卻會結巴，報考警校失利後，家人安排他到曼谷旅遊散心，卻意外捲入黃金失竊殺人案。 |
| 佟丽娅 | 阿香     | 唐人街第一美女，吸引很多痴男垂青，是唐仁的房東，也是唐仁心儀的對象。                                                                           |
| 肖央   | 坤泰     | 唐人街警局的刑警探长，外號「草包」，運氣非常好，很講義氣，唐仁是他的馬仔，一直設法幫助唐仁逃離警察追捕、洗清罪名，而後成為副局長。             |
| 陈赫   | 黄兰登   | 唐人街警局的刑警探长，外號「瘋狗」，為人嚴厲。和坤泰是死对头，兩人在竞争副局長一職。                                                           |
| 金士杰 | 閆先生   | 教父级人物，唐人街大多數銀樓、金飾店黑白兩道都敬重他甚至超市都是他的產業。                                                                     |
| 小沈阳 | 北哥     | 在泰国的中國東北人，匪幫首領，带着两个手下。对兄弟好，神秘又搞笑的黑道。                                                                       |
| 赵英俊 | 越南仔   | 匪帮成员 |
| 桑平   | 金刚     | 匪帮成员 |
| 马浴柯 | 托尼     | 唐人街第一城管，中间还抓走了阿香。 |
| 张子枫 | 思诺     | 神秘腹黑少女，與黃金劫殺案有千絲萬縷的關係。                                                                                                   |
| 潘粤明 | 李先生   | 思诺的养父，是一名廢車廠的工人，與黃金劫殺案有千絲萬縷的關係。                                                                                 |
| 大鹏   | 警校考官 | |

## 歌曲
| 曲序 | 曲目                 |        | 作曲   | 演唱者   |
| ---- | -------------------- | ------ | ------ | -------- |
| 1.   | 唐人街（主题曲）     | 赵英俊 | 赵英俊 | 李宇春   |
| 2.   | 萨瓦迪卡（片尾曲）   | 赵辰龙 | 汀洋   | 南征北战 |
| 3.   | 往事只能回味（插曲） | 林煌坤 | 劉家昌 | 韓寶儀   |

## 奖项
| 獎項                   | 類別                                                | 名字   | 結果 |
| ---------------------- | --------------------------------------------------- | ------ | ---- |
| 第23届北京大学生电影节 | 最佳编剧                                            | 陈思诚 | 獲獎 |
| 第53屆金馬獎           |                                                     |        |      |
| 最佳摄影               | 杜杰                                                | 提名   |      |
| 最佳美术设计           | 李淼                                                | 提名   |      |
| 最佳造型设计           | 张世杰                                              | 獲獎   |      |
| 最佳动作设计           | 伍刚                                                | 獲獎   |      |
| 最佳电影原创歌曲       | 《萨瓦迪卡》（词:赵辰龙 /曲 :胡汀洋 /唱 :南征北战） | 提名   |      |

## 票房
中國大陸取得票房8.24亿人民币。

## 外部連結
- 開眼電影網上《唐人街探案》的資料（繁體中文）
- 豆瓣电影上《唐人街探案》的資料 （简体中文）
- 时光网上《唐人街探案》的資料（简体中文）
- AllMovie上《唐人街探案》的资料（英文）
- 爛番茄上《唐人街探案》的資料（英文）
- Box Office Mojo上《唐人街探案》的資料（英文）
- 互联网电影数据库（IMDb）上《唐人街探案》的资料（英文）

| 马来西亚 八度空间 新春特备 下午 3点 首播 |
| ---------------------------------------- |
| 唐人街探案 2019.02.07                    |

| 新加坡 新传媒U频道 新春特备 晚上 11点30分 首播 |
| ---------------------------------------------- |
| 唐人街探案 2020.01.25                          |